# Chata
Chata (茶太/ ちゃた sinh ngày 21 tháng 11 năm 1979) là một nữ ca sĩ người Nhật đến từ tỉnh Fukushima, Nhật Bản; cô thể hiện nhiều ca khúc chủ đề cho anime và các trò chơi điện tử. Cô cũng tham gia nhiều nhóm nhạc dōjin và được những người trong đó gọi là Usagi Kinoko.

## Lịch sử hoạt động
Chata đến với thế giới âm nhạc vào năm 1998. Cô được mời tham gia viết lời bài hát trên các diễn đàn của Niftyserve cho nhạc Original MIDI. Cô đã tham gia vào nhiều nhóm nhạc dōjin và phát hành nhạc phẩm đầu tay của mình với biệt danh Usagi Kinoko. Cô là ca sĩ hát chính trong hai nhóm nhạc dōjin: Idea (lúc trước gọi là Souleave) và My Sound Life. Tháng 3 năm 2007, cô hợp tác với nhà soạn nhạc Shimomura Yoko và cho ra mắt album đầu tay Murmur. Cùng năm đó, cô trình bày ca khúc chủ đề kết thúc cho loạt anime truyền hình Potemayo, phát sóng lần đầu vào tháng 7.
Nhiều người nhận xét Chata có một giọng ca êm dịu và ngọt ngào. Cô là bạn thân với hai nhạc sĩ dōjin là Katakiri Rekka và Shimotsuki Haruka, và họ đã hợp tác với nhau rất nhiều lần. Có lần họ đã thành lập nhóm Shimochamin, và từ tháng 12 năm 2006 đến tháng 6 năm 2007, ba trong số họ đã tổ chức chương trình radio trên internet mang tên Harechatta Utatane Biyori.
Cô tham gia VisualArt's 20th Live được tổ chức năm 2012 trong Disc 2 với bản Dango Daikazoku và được hưởng ứng rất nhiều từ khán giả.

## Danh sách đĩa nhạc

### Các bản phát hành chính

#### Đĩa đơn
- "Bravery ~tadoritsukitai kimi e~"
Phát hành 20 tháng 6 năm 2007 bởi TEAM Entertainment[1]

1. "Bravery ~tadoritsukitai kimi e~" (Bravery ～辿り着きたい君へ～?) — ca khúc chủ đề mở đầu cho phiên bản chơi trên PS2 của trò chơi Growlanser VI: Precarious World
2. "BEGIN" — ca khúc chủ đề kết thúc cho phiên bản chơi trên PS2 của trò chơi Growlanser VI: Precarious World
3. "Yoake Mae" (夜明け前?)
4. "Bravery ~tadoritsukitai kimi e~" (Bravery ～辿り着きたい君へ～?) (Phối khí)
5. "BEGIN" (Phối khí)
6. "Yoake Mae" (夜明け前?) (Phối khí)

- "Utatane"
Phát hành 22 tháng 8 năm 2007 bởi Lantis[2]

1. "Utatane" (うたたね?) — ca khúc chủ đề kết thúc của loạt TV anime Potemayo
2. "Madoromi" (まどろみ?)
3. "Utatane" (うたたね?) (không lời)
4. "Madoromi" (まどろみ?) (không lời)

- "Suiheisen Made Nan Mile?"
Phát hành 3 tháng 5 năm 2008 bởi ABHAR
nhạc hình cho phiên bản chơi trên PC của trò chơi Suiheisen Made Nan Mile?

1. "Suiheisen Made Nan Mile?" (水平線まで何マイル??) bản dàn nhạc gốc.
2. "Suiheisen Made Nan Mile?" (水平線まで何マイル??) bản piano.
3. "Suiheisen Made Nan Mile?" (水平線まで何マイル??) bản dàn nhạc gốc. (không lời)
4. "Suiheisen Made Nan Mile?" (水平線まで何マイル??) bản piano. (không lời)

#### Album
- Chata@Shimomura Yoko: murmur
Phát hành 21 tháng 3 năm 2007 bởi TEAM Entertainment[3]

1. "Harukaze" (春風?)
2. "Sanpo Biyori" (散歩日和?)
3. "Naishobako no Yume" (内緒箱の夢?)
4. "Tōmei na Wa" (透明な輪?)
5. "Kamikakushi" (神隠し?)
6. "Hitokoto" (ひとこと?)
7. "Tasogare Komichi" (黄昏小道?)
8. "Uwasa" (うわさ?)
9. "Bukiyō na Te" (不器用な手?)
10. "Toganin no Yoake" (咎人の夜明け?)
11. "Happy End" (ハッピーエンド?)
12. "Kimi no Kakera" (君のかけら?)

- Sora no Kioku (空の記憶?)
Phát hành 23 tháng 4 năm 2008 bởi TEAM Entertainment[4]

1. "Taiyō" (太陽?)
2. "Tan Ton Totan" (たんとんとたん?)
3. "Shabondama" (しゃぼんだま?)
4. "Kaerimichi" (かえりみち?)
5. "Monokuro" (モノクロ?)
6. "Sora no Kioku" (空の記憶?)

- Chata no Wa (ちゃたのわ?)
Phát hành 25 tháng 6 năm 2008 bởi Lantis[5]

1. "sings clover ~many clover version~"
2. "One-way Shining" — ca khúc chèn thêm cho phiên bản chơi trên PC của trò chơi Clear
3. "Tsumetai Heya" (冷たい部屋?)
4. "Nanairo Prism" (七色プリズム?)
5. "Curry no Uta" (カレーの唄?)
6. "Papapapanda" (パパパパンダ?)
7. "step! jump!"
8. "step of cloud" — nhạc hình của loạt TV anime sola
9. "Yasashii" (やさしい?) — ca khúc chủ đề kết thúc tập 6 của loạt TV anime Kodomo no Jikan
10. "Tabun Seishun" (たぶん青春?)
11. "Kataomoi" (片想い?)
12. "Utatane" (うたたね?)
13. "Kōsa" (交差?)
14. "Madoromi" (まどろみ?) ~remix version "From Mishuku to Everywhere"~
15. "Mirai no Monogatari" (未来の物語?) — ca khúc chủ đề mở đầu cho phiên bản chơi trên PC của trò chơi Hoshiful ~Seitō Gakuen Tenmon Dōkōkai~
16. "Tsuki Kaoru" (つきかをる?)

- Chata Works Best (茶太 Works Best?)
Phát hành 29 tháng 4 năm 2009 bởi TEAM Entertainment[6]

1. "Bravery ~tadoritsukitai kimi e~" (Bravery ～辿り着きたい君へ～?)
2. "BEGIN"
3. "Love♥Rice" (ラブ♥ライス?) — ca khúc chủ đề kết thúc cho phiên bản chơi trên PS2 của trò chơi Yotsunoha: A journey of sincerity
4. "Hare→Koigokoro" (晴れ→恋心?) — ca khúc chủ đề mở đầu cho phiên bản chơi trên PC của trò chơi Hare Hare Halem
5. "see-saw!!" — ca khúc chủ đề mở đầu của trò chơi Sakura Sakura
6. "Shirushi" (しるし?)
7. "Kuon ~utakata~" (久遠 ～詩歌侘～?) — ca khúc chèn thêm cho phiên bản chơi trên PC của trò chơi Koihime†Musō: Doki☆Otome Darake no Sangokushi Engi
8. "Shizai Senri ~koihime yobite hyakka no ō to nasu~" (志在千里 ～恋姫喚作百花王～?) — ca khúc chủ đề kết thúc cho trò chơi PC Koihime†Musō: Doki☆Otome Darake no Sangokushi Engi
9. "Oetsu" (嗚咽?)
10. "Yoake Mae" (夜明け前?)
11. "Mint Kiss" — ca khúc chủ đề kết thúc cho phiên bản chơi trên PC của trò chơi Angel Wish: Hōkago no Meshitsukai ni chu!
12. "Photograph" (フォトグラフ?) — ca khúc chủ đề kết thúc cho phiên bản chơi trên PC của trò chơi Hōkago wa Gin no Shirabe
13. "Takaramono" (宝物?)
14. "Yotsunoha" (よつのは?) — ca khúc chủ đề mở đầu cho phiên bản chơi trên PC của trò chơi Yotsunoha

- Nanairo (なないろNanairo?)
Phát hành 19 tháng 5 năm 2010 bởi TEAM Entertainment[7]

1. "Smile" (すまいる?)
2. "Daisuki" (だいすきっ?)
3. "Alarm-san" (あらーむサン?)
4. "Nai nai na" (ないないな?)
5. "Shinjuku Meizu" (新宿迷図?)
6. "Yoru o Koete" (夜を超えて?)
7. "Teikan" (諦観?)
8. "Arikata" (在り方?)
9. "Nagareboshi" (流れ星?)
10. "Koisuru☆Otome" (恋する☆乙女?)
11. "Nanairo no Sekai" (なないろの世界?) — ca khúc chủ đề hàng tháng cho MMORPG MapleStory

- Chata Works Best II (茶太 Works Best Ⅱ?)
Phát hành ngày 24 tháng 11 năm 2010 bởi TEAM Entertainment[8]

1. "Nanairo no Sekai" (なないろの世界?) — ca khúc chủ đề tháng 2 năm 2010 của MMORPG MapleStory
2. "Asaki Yumemishi" (あさきゆめみし?) — ca khúc chèn thêm trong trò chơi PS2 Shin・Koihime†Musō: Otome Ryōran☆Sangokushi Engi
3. "always" — ca khúc kết thúc của trò chơi PS2 Magicarat☆Radiant
4. "Chuu no Hikari" (宙のヒカリ?) — ca khúc kết thúc của PC game Hoshizora no Memoria Eternal Heart
5. "Wasurenai..." (忘れない...?) — ca khúc kết thúc của PC game Kiss×Lord×Darjeeling
6. "Koi wo Shiyo yo (Chata Version)" (恋をしよーよ (茶太バージョン)?) — ca khúc chèn thêm trong PC game Sakura Bitmap
7. "Tasogare Sora" (たそがれ空?) — ca khúc kết thúc của PC game hoshiuta ~Starlight Serenade~
8. "Yumekara Sametemo" (夢から覚めても?) — ca khúc kết thúc của PS2 game Suzunone Seven! ~Rebirth★knot~
9. "cotton candy" — ca khúc kết thúc của PC game Sakura Bitmap
10. "Sakura ga Mau Sora no Shita de" (桜が舞う空の下で?) — image song của nhân vật Renge Yamabuki trong PC game canvas3 ~Hakugin no Portrait~
11. "Hoshizora no Memoria" (星空のメモリア?) — ca khúc kết thúc của PC game Hoshizora no Memoria
12. "Nijiiro Adolescence" (虹色アドレセンス?) — ca khúc mở đầu của trò chơi PSP B’s-LOG Party♪
13. "Yume Egao" (夢笑顔?) — ca khúc chèn thêm trong PC game Shin・Koihime†Musō ~Moeshōden~
14. "with you" — ca khúc kết thúc của PC game Suzunone Seven!
15. "Suiheisen made Nan Mile?" (水平線まで何マイル？?) — image song của PC game Suiheisen made Nan Mile? -Deep Blue Sky & Pure White Wings-
16. "Harmony"

#### Trò chơi điện tử
- PC Kimi no Koe ga Kikoeru (2006): "Puchitami" (ca khúc chủ đề)
- PC Koisuru Otome to Shugo no Tate' (2007)': "Futari no Miru Sekai" (ca khúc chủ đề kết thúc của Ren và Marina)
- PC Boku ga Sadame Kimi ni wa Tsubasa o. (2007): "Kimi to Futari de..." (ca khúc chủ đề kết thúc)
- PC Princess Frontier (2008): "my sweet home" (ca khúc chủ đề kết thúc)
- PC G Senjō no Maō (2008): "Yuki no Hane Toki no Kaze" (ca khúc chủ đề kết thúc)
- PC Chaste☆Chase! (2008): "Ai no Yukue" (ca khúc chủ đề kết thúc, song ca với Katakiri Rekka)
- PC Shin ・Koihime†Musō: Otome Ryōran☆Sangokushi Engi (2008): "Asaki Yumemishi" (ca khúc chèn thêm), "Shizai Senri ~koihime yobite hyakka no ō to nasu~ [Piano Version]" (ca khúc chủ đề kết thúc)
- PC Suzunone Seven! (2009): "with you" (ca khúc chủ đề kết thúc)
- PC Devils Devel Concept (2009): "Heavenwards" (ca khúc chèn thêm)
- PC Like a Butler (2009): "Gruppo" (ca khúc chủ đề mở đầu)
- PC Canvas 3: Hakugin no Portrait (2009): "cotton candy" (nhạc hình)
- PC W.L.O. Sekai Ren'ai Kikō (2009): "Mōsō Let's Go!!" (ca khúc chủ đề kết thúc của Hayakawa Yuriko)
- PC Hoshizora no Memoria -Wish upon a shooting star- (2009): "Hoshizora no Memoria" (ca khúc chủ đề kết thúc)
- PC echo. (2009): "Natsu no Kioku" (ca khúc chủ đề kết thúc)
- PC Ashita wa Kitto, Haremasu yō ni (2009) - "Sasa ni Negai o" (ca khúc chủ đề mở đầu), "Anata ni Aete" (ca khúc chủ đề kết thúc)
- PC LOVE×EVOLUTION (2009) - "Kirakira" (ca khúc chủ đề mở đầu)
- PC Distance (2009) - "Michishirube" (ca khúc chủ đề kết thúc)
- Arcade Taiko no Tatsujin 12: Don! to Zoryoban, Taiko no Tatsujin 13　(2009): "Yūjō Pop"
- PC Skyprythem (2009): "Ashita no Tenshi" (ca khúc chủ đề mở đầu), "power smile!" (ca khúc chèn thêm), "Naiteru Kumo to Yasashii Ame" (ca khúc chèn thêm), "Nijiiro Sonata" (ca khúc chủ đề kết thúc)
- PC Kiss to Maō to Darjeeling: Kiss×Lord×Darjeeling (2009): "Wasurenai..." (ca khúc chủ đề kết thúc)
- PC Shirokuma Bell Stars♪ (2009): "Winter Bells♪" (ca khúc chủ đề mở đầu)
- PC Hoshiuta: Starlight Serenade (2009): "Tasogarezora" (ca khúc chủ đề kết thúc)
- Arcade Pop'n Music 18: Sengoku Retsuden (2010): "Kurokami Midareshi Shura to Narite" (dưới biệt danh Kuoria Muramasa)
- PC Hoshizora no Memoria: Eternal Heart (2010): "Chū ni Hikari" (ca khúc chủ đề kết thúc)
- PC Kashimashi Communication (2010): "Hora ne" (ca khúc chủ đề mở đầu)
- PC Magicarat☆Radiant (2010): "always" (ca khúc chủ đề kết thúc)
- PC Cross Days (2010): "timeless melody" (ca khúc chủ đề kết thúc)
- PSP Himawari -Pebble in the sky- Portable (2010): "Himawari" (ca khúc chủ đề kết thúc)
- PSP B's-LOG Party♪ (2010): "Nijiiro Adolescence" (ca khúc chủ đề mở đầu), "Tsunagaru Sora" (ca khúc chủ đề kết thúc, trình bày như một phần của Arcane)
- PS2 Suzunone Seven! Rebirth knot (2010): "Yume kara Samete mo" (ca khúc chủ đề kết thúc)
- PC Grisaia no Kajitsu: Le Fruit De La Grisaia (2011): "SKIP" (ca khúc chủ đề kết thúc của Michiru)
- PC Koiimo SWEET☆DAYS(2012): "Colorful precious life" (ca khúc chủ đề mở đầu)
- PC Kono Oozora ni Tsubasa wo Hirogete(2012): "Precious Wing" (ca khúc chủ đề mở đầu)
- Onmyoji (2022): Hóa Tứ Quý (Ca khúc chủ đề thức thần Shiki)

#### Khác
- doll ~Utahime vol.3 -Suzu- (phát hành 27 tháng 8 năm 2004): "My cowardly heart", "Zutto Sono Mama de"
- Winter Mix vol.02 (phát hành 13 tháng 1 năm 2005): "Sleeping snow"
- Winter Mix vol.3 (phát hành 11 tháng 3 năm 2006): "Seijaku"
- Yogurting Original Sound Track (phát hành 9 tháng 8 năm 2006): "Love☆Dreamer"
- Album nhạc hình Higurashi no Naku Koro ni: Kakera Musubi (phát hành 27 tháng 9 năm 2006): "samsara"
- Winter Mix vol.4 (phát hành 14 tháng 2 năm 2007): "Setsuei"
- TV anime CLANNAD OP/ED maxi single: Mag Mell / Dango Daikazoku (phát hành 26 tháng 10 năm 2007): "Dango Daikazoku"
- Album nhạc hình Higurashi no Naku Koro ni Kai: Kokoro Musubi (phát hành 21 tháng 12 năm 2007): "Matsuribayashi ga Kikoeru", "Kokoro Musubi"
- Winter Mix vol.5 (phát hành 14 tháng 2 năm 2008): "Kizuna" (như idea)
- OVA Yotsunoha OP/ED maxi single Koisuru Kioku/Negai (phát hành 29 tháng 2 năm 2008): "Negai"
- Shina Dark: Kuroki Tsuki no Ō to Sōheki no Tsuki no Himegimi Vocal Album (phát hành 26 tháng 11 năm 2008): "Whereabouts" (bài hát clip nhạc)
- Suki da yo (OVA Yotsunoha đĩa đơn chủ đề, soundtrack và DVD vol. 1 & 2 redemption single, phát hành tháng 8 năm 2008): "Suki da yo"

### Các bản phát hành độc lập

#### Nhóm nhạc dōjin
Usagi Kinoko
- -+Chikai+- (phát hành 17 tháng 8 năm 2003)
- eclipse (phát hành 13 tháng 8 năm 2006)
- Tabun Seishun (phát hành 17 tháng 8 năm 2007)
- Sabishinbou. (phát hành 31 tháng 12 năm 2007)
- eclipse kai (phát hành 29 tháng 12 năm 2008)
- Kaleidoscope (phát hành 30 tháng 12 năm 2009)
- Rakujitsu (phát hành 14 tháng 8 năm 2010)

idea (trước đây là souleave)
- living (phát hành 13 tháng 8 năm 2005)

my sound life
- fractal (phát hành 29 tháng 4 năm 2006)
- crystal (phát hành 9 tháng 10 năm 2006)
- rainbow (phát hành 29 tháng 4 năm 2007)
- fundamental (phát hành 8 tháng 10 năm 2007)
- light (phát hành 5 tháng 5 năm 2010)

Voltage of Imagination
- bermei.inazawa / feat. Chata: Ancient Colors Infinity vol.2: Soukou no Renka (phát hành 20 tháng 11 năm 2004)
- Hiroyuki Oshima / feat. Chata: ORBITAL MANEUVER phase two: anemotaxis (phát hành 10 tháng 2 năm 2006)
- Chata x bermei.inazawa x ESTi x Hiroyuki Oshima x interface x Yoshitsugi: Asayake Borderline (The Borderline of Morning Glow) (phát hành 31 tháng 12 năm 2006)

#### Trò chơi dōjin
- RE-liance -trust me once more- Chapter01:[RE] (phát hành tháng 8 năm 2004 bởi EYE-dentity): "RE-liance "side-b"" (ca khúc chủ đề mở đầu)
- Saika (phát hành bởi Hanakojika): "Saika ~negai~" (ca khúc chủ đề)
- ALiBAT (phát hành 13 tháng 8 năm 2006 bởi PROJECT YNP): "Steps A Waltz" (ca khúc chủ đề mở đầu), "FareWell" (ca khúc chủ đề kết thúc)
- Koumajou Densetsu Scarlet Symphony (phát hành bởi Frontier Aja): "Kirisome no Amuneijia"- (ca khúc chủ đề)
- Fushigi no Gensokyo (phát hành bởi AQUA STYLE): "another face" (ca khúc chủ đề kết thúc)
- REBIRTH OF MIND (phát hành by Kakusan Fuudou): "Futatsu Boshi" (ca khúc chủ đề kết thúc)